# Păștești
Păștești falu Romániában, Erdélyben, Fehér megyében.

## Fekvése
Feketevölgy mellett fekvő település.

## Története
Păşteşti korábban Feketevölgy része volt. 1956-ban vált külön 211 lakossal.
1966-ban 241, 1977-ben 215, 1992-ben 182, a 2002-es népszámláláskor 153 román lakosa volt.